# Mason Alexander Park
Mason Alexander Park (Fairfax (Virginia), 12 juli 1995) is een Amerikaans acteur. Park speelde in diverse films en series, waaronder National Anthem, The Sandman en iCarly.

## Filmografie

### Film
- 2010: Pizza & Karaoke
- 2015: Not in My Backyard, als student
- 2019: Before You Know It, als vakgenoot
- 2023: National Anthem, als Carrie

### Televisie
- 2011: iCarly, als Toby Peterson
- 2012: Broadway or Bust, als zichzelf
- 2013: Bucket & Skinner's Epic Adventures, als Toby
- 2017: Transplants, als Mas
- 2020: Acting for a Cause, als verschillende personages
- 2021: Cowboy Bebop, als Gren
- 2022: The Legend of Vox Machina, als Tavern Keeper (stemrol)
- 2022-2025: The Sandman, als Desire
- 2022-2024: Quantum Leap, als Ian Wright
- 2023: iCarly, als Toby Peterson

## Theater
- 2015: Mary Poppins, als Miss Andrew
- 2015: Altar Boyz, als Mark
- 2015: Spring Awakening, als Moritz
- 2016: South Pacific, als professor
- 2017, 2021: Hedwig and the Angry Inch, als Hedwig
- 2018: The Rocky Horror Show, als Dr Frank N Furter
- 2019, 2023: Cabaret, als Emcee
- 2020: I Am My Own Wife, als Charlotte von Mahlsdorf